# شبيهات وحيدات الخلية
شبيهات وحيدات الخلية (الاسم العلمي: Parapusillimonas) هي جنس من البكتيريا، سلبية الغرام، تتبع فصيلة المقليات.